# Karachiya
Karachiya là một thị trấn thống kê (census town) của quận Vadodara thuộc bang Gujarat, Ấn Độ.

## Nhân khẩu
Theo điều tra dân số năm 2001 của Ấn Độ, Karachiya có dân số 7732 người. Phái nam chiếm 56% tổng số dân và phái nữ chiếm 44%. Karachiya có tỷ lệ 72% biết đọc biết viết, cao hơn tỷ lệ trung bình toàn quốc là 59,5%: tỷ lệ cho phái nam là 80%, và tỷ lệ cho phái nữ là 61%. Tại Karachiya, 12% dân số nhỏ hơn 6 tuổi.